# Вологодський район
Вологодський район (рос. Вологодский район) — муніципальне утворення у Вологодській області.

## Адміністративний устрій
Складається з 12 сільських поселень.